# Ліга польських родин
Ліга польських родин (пол. Liga Polskich Rodzin, LPR) — національно-консервативна партія у Польщі. У 2000-і роки користувалася помітною популярністю у суспільстві, пройшла до Європейського парламенту, але з 2007 р. не представлена у польському Сеймі.

## Історія
LPR була створена перед виборами у 2001 і отримала 8 % голосів, що дозволило партії зайняти 38 з 460 місць у Сеймі. Лідер партії, Роман Гертих, закінчив історичний і юридичний факультети в Університеті імені Адама Міцкевича у Познані. Батько Романа — Мацей Гертих — також член LPR, депутат у Європейському парламенті, а його дід, Франтішек, був депутатом від Національно-демократичної партії у довоєнній Польщі. На формуванні політичних поглядів Романа Гертиха великий вплив зробили діячі правого і національно-католицького табору, як Я. Лопушанський, А. Мачеревич, Г. Джановський.
LPR зобов'язана своєму успіху «Радіо-Марії», ультра-католицькій радіостанції, яка користується особливою популярністю у людей старшого покоління з консервативними і ультра-католицькими поглядами. І «Радіо-Марія» та  LPR  активно фінансувалися Я. Кобилянським, мільйонером польського походження, які живуть в Уругваї. У 2005 р. польська газета Gazeta Wyborcza звинуватила Я. Кобилянського у тому, що у роки Другої світової війни він співпрацював з німцями, проте переконливих доказів, що підтверджують його провину, наведено не було.
Своєю перемогою на виборах 2001  LPR , ймовірно, зобов'язана своєї позиції у ставленні до подіям в Єдвабному, де у 1941 р. місцеві жителі влаштували єврейський погром. Під час виборчої кампанії LPR заперечувала факт погрому і різко засудила президента Польщі Александера Кваснєвського, який у липні 2001 р. на церемонії відкриття пам'ятника жертвам погрому, просив прощення від імені «всього польського народу». LPR відома також своїми гомофобними позиціями.
Після виборів у 2001 р. частина депутатів від LPR створила власну фракцію, відому тепер як «Польську угоду» (пол. Porozumienie Polskie) на чолі з Я. Лопушанським і А. Мачеревичем.
На виборах 2004 р. до Європейського парламенту LPR отримала 16 % голосів, які дали їй 15 з 54 місць, зарезервованих для Польщі у Європейському парламенті. LPR стала третьою за популярністю польською партією, поступаючись першістю лише «Громадянській платформі» і правлячій тоді партії «Право і справедливість».
На виборах 2005 LPR отримала 8 % голосів, і втратила 4 місця у парламенті (з 38 зберегла лише 34). У 2006—2007 рр. члени Ліги входили до правлячої коаліції (уряд Ярослава Качинського). Гертих був міністром освіти і на цій посаді мав неоднозначну репутацію.
У 2007 році LPR отримала  на дострокових виборах лише 1.5 % голосів і до Сейму не потрапила.